# Diaea insignis
Diaea insignis là một loài nhện trong họ Thomisidae.
Loài này thuộc chi Diaea. Diaea insignis được Tord Tamerlan Teodor Thorell miêu tả năm 1877.